# ルイス・ムニョス・マリン国際空港
ルイス・ムニョス・マリン国際空港（ルイス ムニョス マリンこくさいくうこう、西: Aeropuerto Internacional Luis Muñoz Marín,英: Luis Muñoz Marín International Airport）は、プエルトリコの州都サンフアンにある国際空港。名前はプエルトリコの初代民選知事であるルイス・ムニョス・マリンにちなむ。

## 就航路線
| 航空会社       | 就航地                              |
| -------------- | ----------------------------------- |
| カリビアン航空 | ドミニカ(2025年8月15日より就航予定) |

- アトランタ、シャーロット、ニューヨーク/JFK、オーランド、デトロイト、ミネアポリス＝セントポール、シカゴ/ORD、ワシントン/ダレス、ボルチモア、ボストン、シャーロット、フィラデルフィア、ヒューストン、ニューアーク、ロサンゼルス/LAX、ダラス/フォートワース、セントルイス、マイアミ、タンパ
- トロント、モントリオール
- ボゴタ
- パナマシティ
- マドリッド
- ロンドン/LGW
- セントジョンズ